# Agresja ZSRR na Polskę

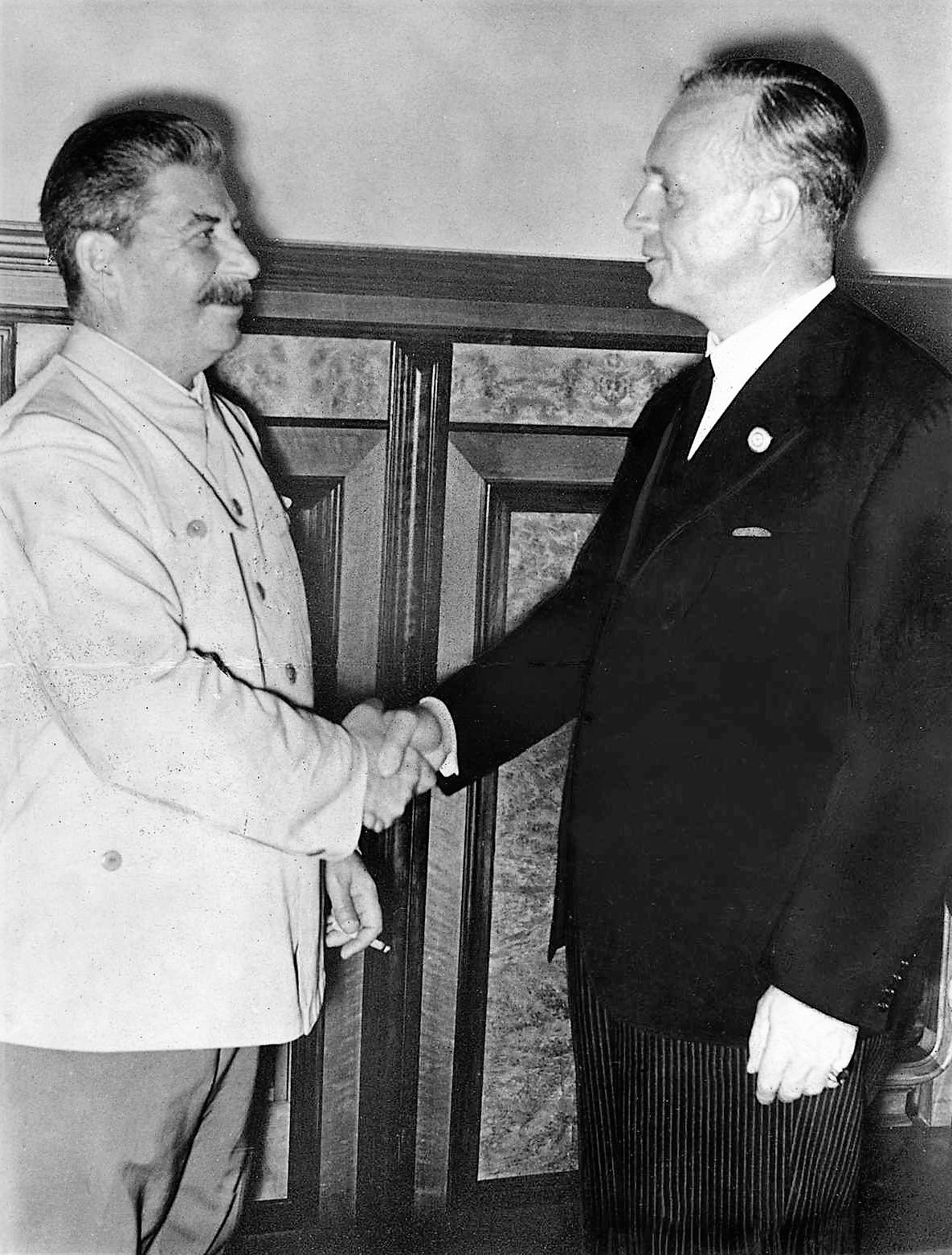
Józef Stalin i Joachim von Ribbentrop, Moskwa 23.08.1939

Agresja ZSRR na Polskę – zbrojna napaść dokonana 17 września 1939 przez ZSRR (bez określonego w prawie międzynarodowym  wypowiedzenia wojny) na Polskę, będącą od 1 września 1939 w stanie wojny z III Rzeszą, element działań wojennych kampanii wrześniowej – pierwszej kampanii II wojny światowej. W historiografii radzieckiej miała określenie „wyzwoleńczy pochód Armii Czerwonej” (ros. освободительный поход РККА), a w obecnej rosyjskiej – „polski pochód Armii Czerwonej” (польский поход Красной армии) lub „radziecka inwazja na Polskę” (советское вторжение в Польшу).
Jej skutkiem był tzw. IV rozbiór Polski.

## Geneza działań

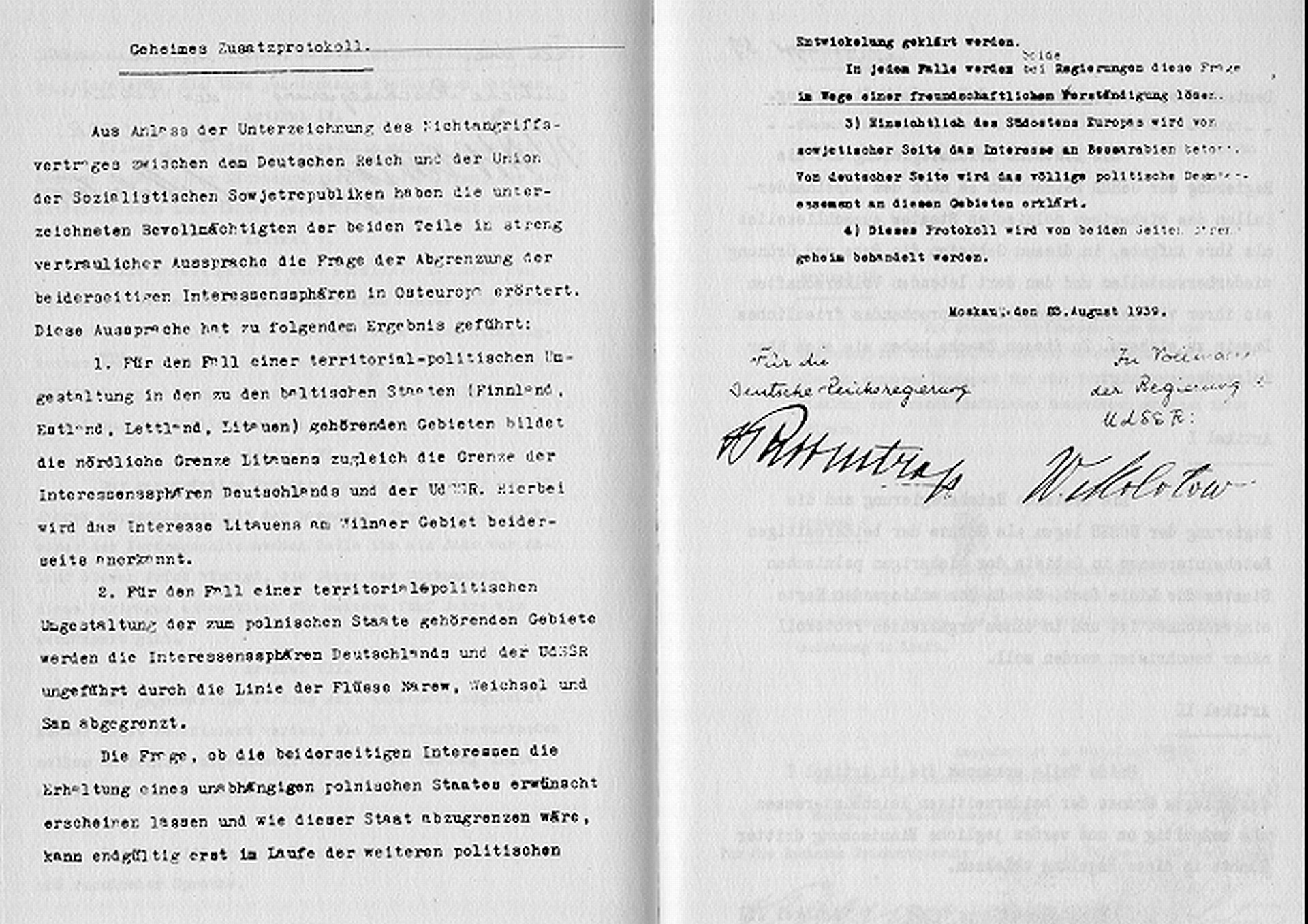
Dokument tajnego protokołu do paktu Ribbentrop-Mołotow

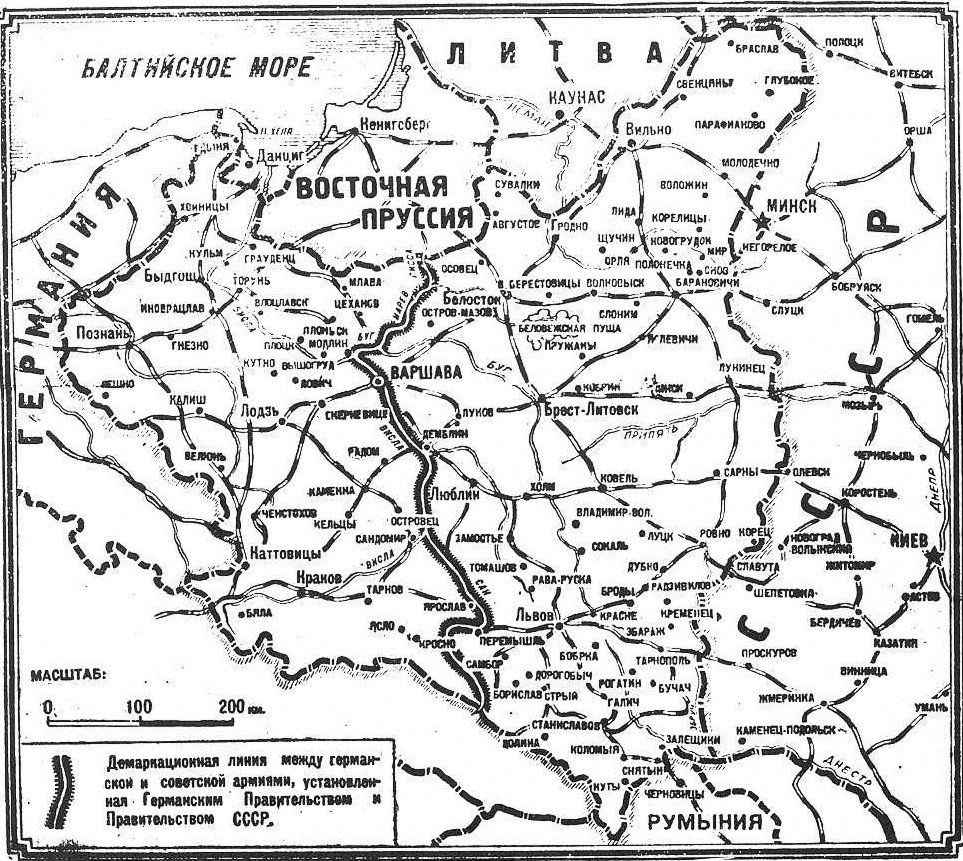
Mapa podziału Polski (rozgraniczenie według paktu Ribbentrop-Mołotow) opublikowana w dzienniku „Izwiestia” 18.09.1939

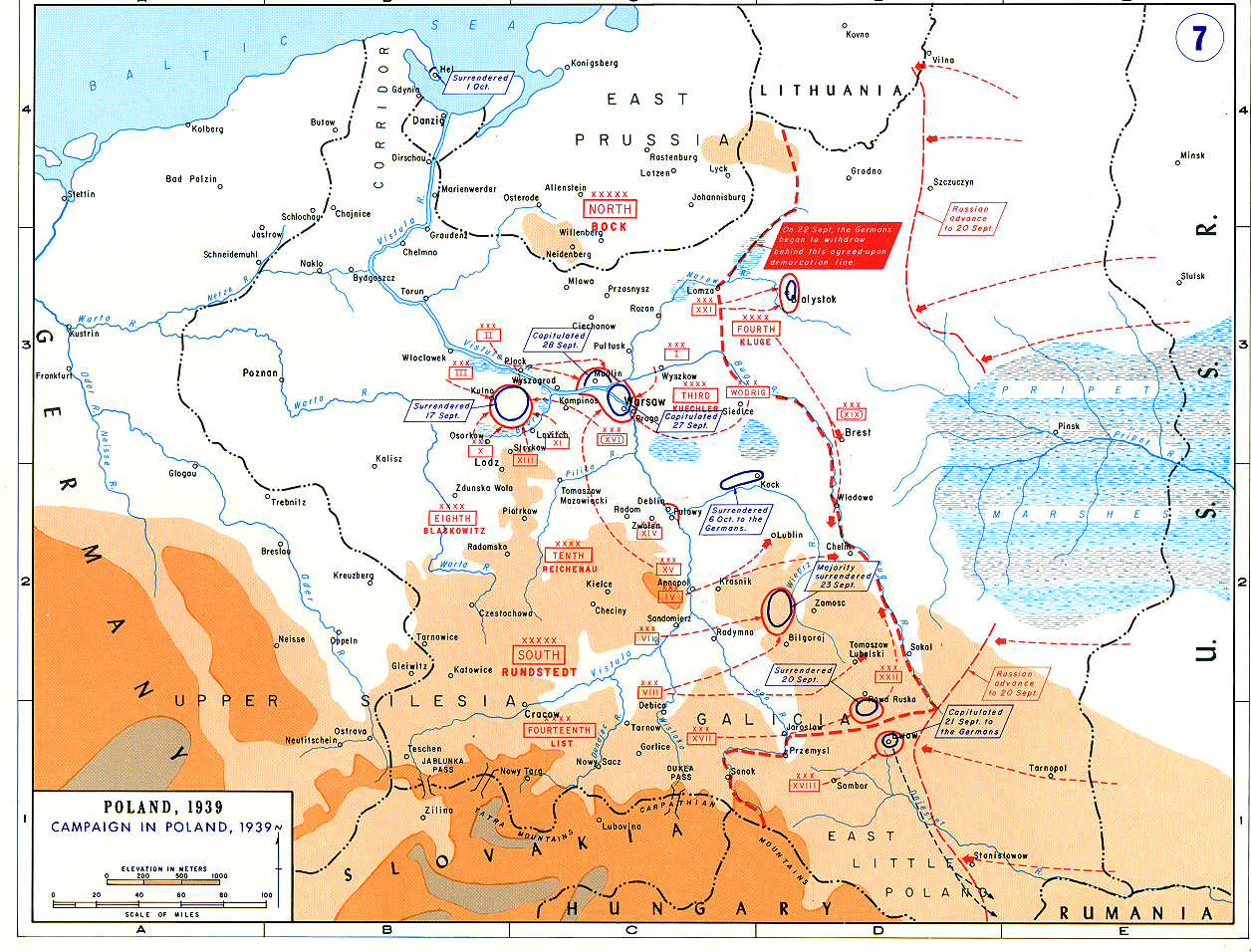
Uderzenie jednostek Armii Czerwonej na Polskę 17 września 1939

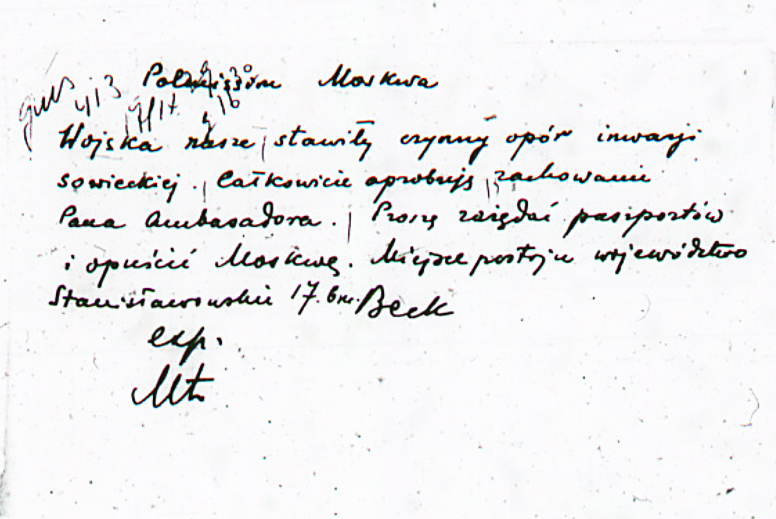
Instrukcja Józefa Becka z 17 września 1939 dla ambasadora Wacława Grzybowskiego w Moskwie, wydana po agresji sowieckiej na Polskę

Podpisany 19 lutego 1921 roku sojusz polsko-francuski w artykule II głosił, że w razie zagrożenia Polski wojną ze strony Rosji Sowieckiej lub w razie ataku na Polskę, Francja wystąpi na lądzie i morzu by zapewnić jej bezpieczeństwo od strony Niemiec, jak również pomoże w obronie przed Armią Czerwoną.
4 października 1938 kilka dni po podpisaniu traktatu monachijskiego, wiceminister spraw zagranicznych Związku Socjalistycznych Republik Radzieckich Władimir Potiomkin powiedział ambasadorowi francuskiemu w Moskwie Robertowi Coulondre: Nie widzę dla nas innego wyjścia, aniżeli czwarty rozbiór Polski.
W kwietniu 1939 roku sztaby francuski i angielski ustaliły, że los Polski będzie zależał nie od wyników początkowych zmagań, lecz od ostatecznego rezultatu wojny. W sierpniu 1939 roku w czasie pertraktacji w Moskwie francuscy sojusznicy zgadzali się na wkroczenie na terytorium II Rzeczypospolitej Armii Czerwonej.
Na mocy  tajnego protokołu do paktu Ribbentrop-Mołotow z 23 sierpnia 1939 roku, ZSRR i Niemcy określiły swoje strefy interesów na wypadek „zmian terytorialnych i politycznych” terytoriów należących do państwa polskiego, co było eufemistycznym określeniem przewidywanego najazdu Niemiec na Polskę i podziału jej terytorium. ZSRR nie zobowiązał się na piśmie do zbrojnego wystąpienia przeciw Polsce w sytuacji, gdyby III Rzesza znalazła się w stanie wojny z Polską, jednak było to oczekiwane przez Niemcy i pośrednio wynikało z podziału stref interesów. Wieczorem 3 września 1939 roku, po wypowiedzeniu wojny Niemcom przez Francję i Wielką Brytanię, minister spraw zagranicznych Niemiec Joachim von Ribbentrop polecił ambasadorowi w Moskwie Friedrich-Wernerowi von der Schulenburgowi przedyskutowanie możliwości wstąpienia ZSRR do wojny. Przywódca ZSRR Józef Stalin jednak nakazał dopiero 5 września udzielenie odpowiedzi, że czas zbrojnego wystąpienia jeszcze nie nadszedł. 7 września Stalin w rozmowie z Georgi Dimitrowem oświadczył, że wojnę toczą dwie grupy państw kapitalistycznych i oni [komuniści] nie mają nic przeciwko temu, żeby się osłabiły nawzajem, a Polska jest krajem faszystowskim. Na ponowną niemiecką indagację, 9 września komisarz ludowy spraw zagranicznych Wiaczesław Mołotow odpowiedział, że działania wojskowe rozpoczną się „w tych dniach”. Planowano wówczas datę inwazji na noc 12/13 września. Za taką decyzją radziecką przemawiały szybkie sukcesy niemieckie w Polsce i oświadczenie dowódcy niemieckich wojsk lądowych von Brauchitscha z tego dnia (później zdementowane), że rzekomo niemieckie cele wojny zostały osiągnięte, co wywołało w Moskwie obawy, że może dojść do rozejmu i zakończenia wojny w Polsce. 10 września jednak Mołotow poinformował stronę niemiecką, że wojska jeszcze nie są gotowe.
14 września w organie prasowym partii komunistycznej „Prawda” opublikowano wrogi Polsce artykuł, przygotowujący grunt pod inwazję. Mołotow podczas dalszych rozmów z Niemcami prosił o wyjaśnienie kilku szczegółowych kwestii, po czym 16 września rano ambasador niemiecki przekazał odpowiedzi, precyzujące m.in., że Warszawa zostanie zdobyta w najbliższych dniach, Niemcy będą przestrzegać uzgodnionych stref interesów i nie zamierzają anektować wschodnich terenów, jednocześnie radziecka akcja jest pożądana jak najszybciej, żeby niemieckie oddziały nie musiały ścigać polskich do granicy z ZSRR. Niemcy sprzeciwili się jednak, żeby oficjalnie podanym pretekstem do inwazji był zamiar ochrony ludności polskiej narodowości białoruskiej i ukraińskiej przed zagrożeniem niemieckim, jako naruszający na zewnątrz przyjazne stosunki obu państw.
Pierwotny scenariusz agresji zakładał nie tylko podział państwa polskiego, ale też nie wykluczał ustanowienia na ziemiach pomiędzy Wisłą a Bugiem Polskiej Socjalistycznej Republiki Radzieckiej.
W połowie września obrona Polski zaczęła się załamywać. Planowano jeszcze zebrać wycofujące się niedobitki polskich wojsk i bronić się w widłach Wisły i Sanu, ale 17 września realizację tych planów wykluczyło wkroczenie ponad 800 000 żołnierzy Armii Czerwonej.
Sowiecka agresja rozpoczęła się bezzwłocznie po wejściu w życie w dniu 16 września, podpisanego dzień wcześniej w Moskwie, ostatecznego układu rozejmowego pomiędzy ZSRR a Japonią, kończącego walki radziecko-japońskie na pograniczu Mandżukuo i Mongolii – serię starć pomiędzy japońską Armią Kwantuńską a Armią Czerwoną rozpoczętych 15 maja 1939 roku, których kulminacyjnym momentem była rozpoczęta 20 sierpnia i zakończona 27 sierpnia zwycięstwem Armii Czerwonej bitwa nad Chałchin-Goł. Żelazną zasadą strategii Stalina było bowiem prowadzenie działań wojennych wyłącznie na jednym froncie.
Ambasador niemiecki w Moskwie Friedrich-Werner von der Schulenburg 16 września o godz. 18 uzyskał audiencję u Mołotowa, na której został poinformowany, że zbrojna akcja nastąpi w najbliższych dniach, może nawet jutro. Jako uzasadnienie miało być podane, że państwo polskie rozpadło się i przestało istnieć, wobec tego traktaty z Polska są nieważne. Mołotow jednak poinformował, że rząd radziecki nie widzi możliwości użycia innego pretekstu, niż ochrona ludności białoruskiej i ukraińskiej. Po godz. 2 w nocy następnego dnia ambasador Niemiec został poproszony na Kreml, gdzie przyjął go Stalin. Schulenburg meldował:
Mołotow oświadczył, że wystąpienie zbrojne Związku Sowieckiego nastąpi zaraz, być może nawet jutro (...) Stalin przyjął mnie o drugiej w nocy w obecności Mołotowa i Woroszyłowa i oświadczył, że Armia Czerwona przekroczy dziś rano o godzinie szóstej granicę sowiecką na całej długości od Połocka do Kamieńca Podolskiego. Dla uniknięcia nieporozumień prosił usilnie, aby lotnictwo niemieckie od dzisiaj nie przekraczało na wschód linii Białystok-Brześć-Lwów. Samoloty sowieckie rozpoczną już dzisiaj bombardowanie terenów na wschód od Lwowa..
Oficjalny pretekst agresji był zawarty w przekazanej o godzinie 3:00 w nocy 17 września przez zastępcę komisarza ludowego spraw zagranicznych Potiomkina polskiemu ambasadorowi Grzybowskiemu nocie dyplomatycznej: zamieszczono tam niezgodne z prawdą oświadczenie o rozpadzie państwa polskiego, ucieczce rządu polskiego, konieczności ochrony mienia i życia zamieszkujących wschodnie tereny polskie Ukraińców i Białorusinów oraz uwalnianiu ludu polskiego od wojny. W konsekwencji ZSRR uznał wszystkie układy zawarte uprzednio z Polską (w tym traktat ryski z 1921 roku i pakt o nieagresji z 1932 roku) za nieobowiązujące – zawarte z nieistniejącym państwem. Dlatego też odmawiano np. wziętym do niewoli polskim żołnierzom statusu jeńców wojennych.
Potiomkin przedstawił notę ambasadorowi RP w chwili rozpoczęcia działań wojennych przez Armię Czerwoną. Ambasador odmówił przyjęcia noty i zażądał wiz wyjazdowych dla dyplomatów polskich.
Władze ZSRR próbowały wbrew prawu międzynarodowemu (konwencja genewska dyplomatyczna) uniemożliwić opuszczenie kraju polskim dyplomatom i aresztować ich (stwierdzając utratę statusu dyplomatycznego). Polaków uratował dziekan korpusu dyplomatycznego w Moskwie, ambasador Rzeszy Schulenburg, osobiście wymuszając na rządzie ZSRR zgodę na wyjazd dyplomatów. Sowiecki ambasador w Polsce Nikołaj Szaronow wyjechał zaś z terenu RP (wraz z attaché wojskowym Pawłem Rybałko – późniejszym marszałkiem ZSRR) już 11 września pod pretekstem nawiązania łączności z Moskwą (Potiomkin odmówił ambasadorowi Grzybowskiemu prawa wyjazdu pierwotnie pod pretekstem konieczności powrotu do ZSRR dyplomatów sowieckich w Polsce, którzy od tygodnia znajdowali się już na terenie ZSRR). Konsul generalny RP w Kijowie Jerzy Matusiński wezwany 30 września przez władze sowieckie zaginął (po aresztowaniu został zamordowany przez NKWD).
Warto przy tym podkreślić, że legalny rząd II Rzeczypospolitej opuścił granice Polski dopiero późnym wieczorem 17 września, po otrzymaniu wiadomości o wkroczeniu Armii Czerwonej rankiem tego dnia i potwierdzonej informacji o zbliżaniu się sowieckiej kawalerii oddziałów pancernych do miejsca przebywania władz RP. Prezydent Ignacy Mościcki, w wydanym w Kosowie  orędziu do narodu, określił jednoznacznie sowieckie działania wojskowe jako akt agresji.
18 września wydano niemiecko-radziecki komunikat międzyrządowy, w którym oświadczono, że działania ZSRR nie mają celów, które byłyby sprzeczne z duchem lub literą układu o nieagresji między III Rzeszą a ZSRR. Stwierdzono, że ich celem jest przywrócenie pokoju i ładu w Polsce, zniszczonych na skutek załamania się państwa polskiego. Zamanifestowano w ten sposób jedność działań i jednomyślność co do tego, że Polska jako suwerenne państwo nie jest zdolna do samodzielnego bytu.
Jeszcze w czasie wojny i po niej pojawiły się próby usprawiedliwienia agresji sowieckiej koniecznością ochrony terytorium ZSRR w przewidywaniu przyszłej napaści niemieckiej na ten kraj, jednak w świetle wyników obecnych badań historycznych próby te są pozbawione jakichkolwiek podstaw. W oficjalnej historiografii radzieckiej wydarzenia te przedstawiano jako wyzwoleńczy pochód na tereny zachodniej Ukrainy i zachodniej Białorusi. Z kolei w oficjalnej historiografii polskiej okresu PRL wydarzeń tych nie eksponowano, ewentualnie przedstawiano eufemistycznie jako pokojowe „wkroczenie” wojsk radzieckich w celu „ochrony” ludności na wschodnich terenach. Z punktu widzenia prawa międzynarodowego wejście Armii Czerwonej stanowiło agresję, łamiącą przy tym postanowienia polsko-sowieckiego układu o nieagresji i wyczerpującą definicję obowiązującej Polskę i ZSRR  konwencji o określeniu napaści (1933).
1 października 1939 roku Winston Churchill stwierdził w przemówieniu radiowym:
To, że armie rosyjskie musiały stanąć na tej linii było jasne i niezbędne ze względu na niebezpieczeństwo grożące Rosji ze strony nazistowskich Niemiec. W każdym razie linia jest tam i został utworzony front wschodni, którego nazistowskie Niemcy nie ośmielą się napaść.
W ZSRR agresję usprawiedliwiano za pomocą ideologicznej retoryki o sprawiedliwości dziejowej wobec burżuazyjnego państwa polskiego i wymuszonego traktatu ryskiego oraz o wyzwoleniu uciskanych i rozdzielonych narodów. Obecnie w Polsce niektórzy politycy uważają agresję za IV rozbiór Polski, i to podjętą – tak jak niemiecka – bez wypowiedzenia wojny. Wszyscy są przy tym zgodni, że dla Stalina i jego współpracowników i generałów była to również osobista zemsta za klęskę najazdu na Polskę w sierpniu 1920 roku. 17 września ZSRR stał się faktycznie uczestnikiem II wojny światowej jako sojusznik III Rzeszy.

## Stan wojny pomiędzy Rzecząpospolitą Polską a ZSRR
Wskutek wkroczenia sił zbrojnych ZSRR na terytorium Polski oba państwa znalazły się w stanie wojny. Władze polskie kilkakrotnie stwierdzały, że kwalifikują działania ZSRR jako agresję: Prezydent RP Ignacy Mościcki w orędziu 17 września 1939 roku mówił o najeździe jednocześnie Niemiec i ZSRR, w nocie protestacyjnej rządu RP z 17 września 1939 roku, podpisanej przez prezesa rady Ministrów Felicjana Sławoj-Składkowskiego, w nocie rządu polskiego do rządów Wielkiej Brytanii i Francji w sprawie agresji ZSRR z 17 września 1939 roku, w rozkazie Naczelnego Wodza Edwarda Rydza-Śmigłego z 20 września 1939 roku. Protest rządu RP z 30 września 1939 roku przeciwko ustaleniom niemiecko-radzieckiego układu o granicy i przyjaźni z 28 września 1939 roku mówił o dwóch agresorach i walce przeciwko nim o wyzwolenie polskiego terytorium. W instrukcji przesłanej ambasadorowi Wacławowi Grzybowskiemu w Moskwie 17 września 1939, Józef Beck, aprobując działania ambasadora stwierdził: Wojska nasze stawiły czynny opór inwazji sowieckiej.
Władysław Sikorski kilkakrotnie mówił o wojnie z ZSRR:
– 10 grudnia 1939: Napaść potężnej, lecz tylko liczbą i przestrzenią Rosji, na mały i niezwykle dzielny naród finlandzki otwiera oczy wielu ludziom dobrej woli na imperializm sowiecki. Te dwa imperializmy [III Rzesza i ZSRR] są obecnie w cichej zmowie, działając w najściślejszym spisku. Tu leży główne źródło niebezpieczeństwa grożącego ludzkości. Koalicja jest materialnie i moralnie dość potężną, ażeby przez utrzymanie woli walki pokonać bez reszty tych wrogów.
– 1 marca 1940: Polska polityka oficjalna była polityką pokojową. Zdradziła Rosja, idąc zbrojnie na pomoc Niemcom, uderzając nas w umówionym z nimi momencie nożem w plecy. Odtąd jesteśmy w stanie wojny z Sowietami na równi z Niemcami.
– 5 marca 1940: Nie o wiele lepiej jest na terenach okupacji sowieckiej, gdzie stalinowskie braterstwo narodów okazało się wierutnym kłamstwem. (...) Podobnie jak Trzecia Rzesza i bolszewicka Rosja nie dotrzymuje żadnych umów. Pośpieszyła się przypieczętować bezprawie i przeprowadziła siłą w kraju, który okupuje t. zw. wybory do zgromadzeń narodowych. Ich jedyną rolą było bierne, ślepe i posłuszne zatwierdzenie zaboru i zalegalizowanie grabieży. (...) Wybije również wtedy godzina, wyzwalająca świat wraz z samymi Niemcami i Rosjanami od germanizmu hitlerowskiego i od bolszewizmu moskiewskiego.
Na posiedzeniu Rady Narodowej 16 kwietnia 1940 r. w Angers minister spraw zagranicznych August Zaleski powiedział:
Jesteśmy w sytuacji dość dziwnej: Rząd poprzedni Rosji wojny nie wypowiedział i my de iure nie jesteśmy z nią w wojnie. Chociaż fakt, że wojska polskie w niektórych miejscach broniły się przeciwko Rosji i walczyły – ten fakt już w opiniowaniu niektórych prawników wystarcza jako dowód, że jesteśmy w stosunku do Rosji w wojnie. (...) Z chwilą, kiedy Rząd obecny objął ten spadek, to ogłoszenie wojny naraziłoby nas na pewną śmieszność. (...) Zadane było takie pytanie, dlaczego Polska nie zwróciła się do Ligi Narodów w sprawie zaatakowania nas przez Niemcy i Rosję. Oczywiście pytanie to powinno być skierowane do poprzedniego Rządu, bo kiedy my przyszliśmy do władzy, to było już na to za późno.
Następnie na tym samym posiedzeniu zastępca MSZ Zygmunt Graliński powiedział:
We wszystkich naszych oświadczeniach stoimy na stanowisku, że mamy stan wojny pomiędzy Polską a ZSRR i te rzeczy stawiamy zupełnie wyraźnie, pomimo że zdajemy sobie sprawę, iż pomiędzy nami a aliantami istnieją jakby dwa oblicza w stosunku do Rosji i w stosunku do Niemiec. Jeżeli chodzi bowiem o Rosję – Polska znajduje się w stanie wojny, wtedy, kiedy w stanie neutralności w stosunku do Rosji znajduje się Anglia i Francja. Nie mamy w tej chwili możności wypowiedzieć wojny Rosji, po pierwsze, dlatego że stan działań wojennych obecnie nie istnieje, a po drugie, gdybyśmy to zrobili teraz, to tym samym uznalibyśmy moment ogłoszenia takiej deklaracji za moment zaczęcia stanu wojennego, kiedy w naszym rozumieniu nastąpił on 17 września.
21 sierpnia 1940 na posiedzeniu Izby Gmin na zapytanie George’a Hicksa o stosunki Polski i ZSRR podsekretarz stanu w Foreign Office Rab Butler oświadczył: Istnieje najściślejsza współpraca pomiędzy Rządem Jego Królewskiej Mości i Rządem Polskim we wszystkich sprawach dotyczących prowadzenia wojny, włączając w to zagadnienia polityki zagranicznej. Od września ubiegłego roku Rząd Polski nie pozostawił Rządowi Jego Królewskiej Mości żadnej wątpliwości co do tego, że musi on uważać pogwałcenie przez Związek Sowiecki sowiecko-polskiego paktu o nieagresji jako stawiające go w stanie wojny ze Związkiem Sowieckim.
16 października 1940 na pytanie Edvarda Beneša czy Polska znajduje się w stanie wojny ze Związkiem Sowieckim, Sikorski oświadczył: podpisaliśmy z nimi [Sowietami] pokój, a oni na nas napadli.
Napaść doprowadziła do masowych prześladowań narodowościowych na anektowanych przez ZSRR (w realizacji Paktu o granicach i przyjaźni pomiędzy III Rzeszą a ZSRR z 28 września 1939 roku i jego tajnego protokołu) terenach wschodnich II Rzeczypospolitej – aresztowań i osadzeń w obozach koncentracyjnych, egzekucji, morderstw i powszechnych deportacji.
Marszałek Edward Rydz-Śmigły wydał 17 września w Kołomyi tzw. „dyrektywę ogólną” treści:
Sowiety wkroczyły. Nakazuję ogólne wycofanie na Rumunię i Węgry najkrótszymi drogami. Z bolszewikami nie walczyć, chyba w razie natarcia z ich strony lub próby rozbrojenia oddziałów. Zadanie Warszawy i miast, które miały się bronić przed Niemcami – bez zmian. Miasta do których podejdą bolszewicy, powinny z nimi pertraktować w sprawie wyjścia garnizonów do Węgier lub Rumunii.
Brak publicznego formalnego ogłoszenia przez Prezydenta i rząd RP faktu istnienia stanu wojny pomiędzy ZSRR a Polską i brak jednoznacznego rozkazu Naczelnego Wodza stawiania oporu najeźdźcy doprowadziły do dezorientacji. Bohaterem sowieckim stał się w tych tragicznych dla Polski dniach dowódca 29. Brygady Pancernej Armii Czerwonej kombryg Siemion Kriwoszein: Jego oddziały w Brześciu nad Bugiem wzięły do niewoli 1030 polskich oficerów, 1220 podoficerów i 34 tys. szeregowych żołnierzy. Nie trzeba było żadnej bitwy. Na dworzec kolejowy w Brześciu w bałaganie odwrotu ku bezpiecznym granicom przybyło kilkadziesiąt polskich transportów wojskowych z żołnierzami i ze sprzętem. Wysiadali z wagonów wprost w sowieckie ręce jeszcze 25 września. Niejednokrotnie żołnierzy do niewoli brano podstępem – oficerowie Armii Czerwonej przedstawiali się jako sojusznicy w wojnie z Niemcami, czołgi sowieckie były udekorowane czerwonymi i polskimi flagami (m.in. w Zaleszczykach), zawierano z Polakami fikcyjne porozumienia o zgodzie na ewakuację, a następnie otaczano, rozbrajano i transportowano do obozów jenieckich. Wzięto do niewoli około 250 tysięcy żołnierzy i oficerów (w większości nie stawiających oporu), pośrednio doprowadziło to do zbrodni katyńskiej na kilkunastu tysiącach oficerów Wojska Polskiego.
Przetrzymywanie jeńców w obozach zwanych jenieckimi, podległych Zarządowi do Spraw Jeńców Wojennych NKWD, również dowodzi zaistnienia wojny. Obowiązujące wówczas „Postanowienie o jeńcach” Rady Komisarzy Ludowych i Centralnego Komitetu Wykonawczego z 19 marca 1931 r. stanowiło w artykule 1, że:
Военнопленными признаются захваченные вооруженными силами Союза ССР: а) лица, принадлежащие к составу вооруженных сил государств, находящихся в состоянии войны с СССР (za jeńców uznawane są pojmane przez siły zbrojne ZSRR: a) osoby należące do składu sił zbrojnych państw będących w stanie wojny z ZSRR).
Oświadczenie Mołotowa: rząd sowiecki, który zachowywał dotąd neutralność, nie może pozostać dłużej neutralnym w obliczu tych faktów było tożsame z rozpoczęciem wojny, choć bez użycia tej nazwy, jednak wagę tego oświadczenia alianci zlekceważyli.
Ostrzeżenia napływające z polskich ataszatów wojskowych w końcu sierpnia i na początku września 1939 o istnieniu tajnego porozumienia wojskowego pomiędzy III Rzeszą a ZSRR i przygotowaniach ZSRR do agresji na Polskę (tajna mobilizacja i koncentracja Armii Czerwonej nad granicą z Polską) oraz meldunek z 13 września o przecięciu zasieków po stronie sowieckiej na granicy z Polską, co oznaczało ostateczne przygotowania do inwazji, zostały zlekceważone przez Naczelnego Wodza.

## Przygotowania do agresji

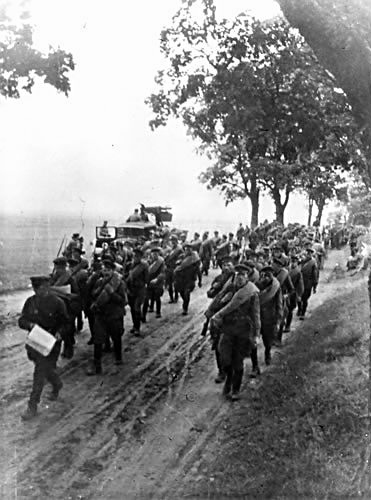
Oddziały Armii Czerwonej w czasie agresji na Polskę

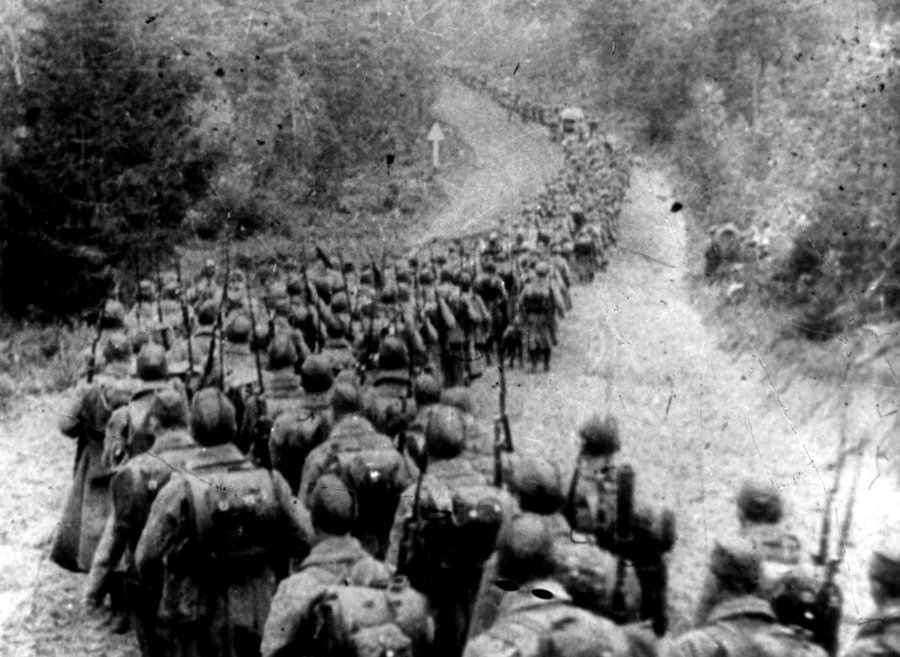
Kolumny piechoty sowieckiej wkraczające do Polski 17.09.1939

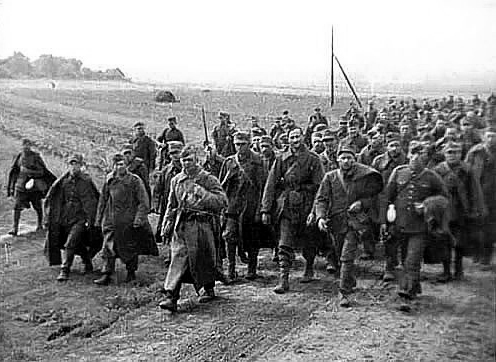
Polscy żołnierze – jeńcy wojenni konwojowani przez Armię Czerwoną do kolejowych punktów załadunku za granicą polsko-sowiecką

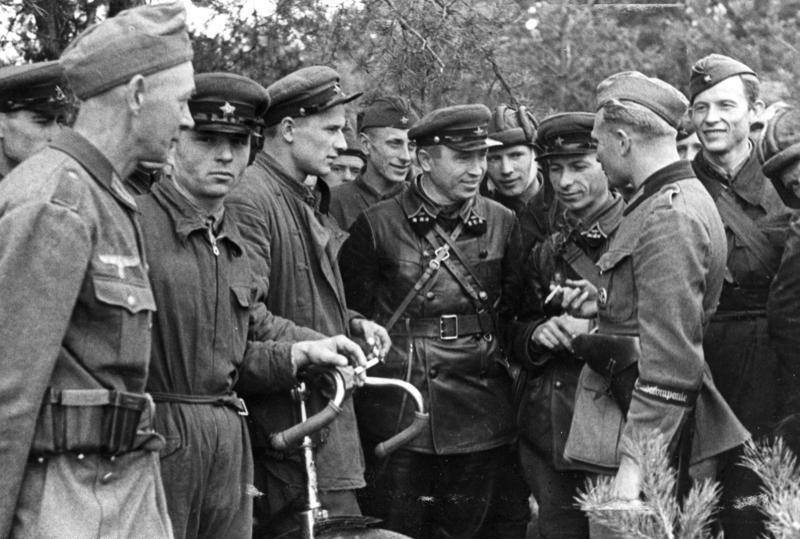
Spotkanie żołnierzy Wehrmachtu i Armii Czerwonej 20 września 1939 roku, na wschód od Brześcia

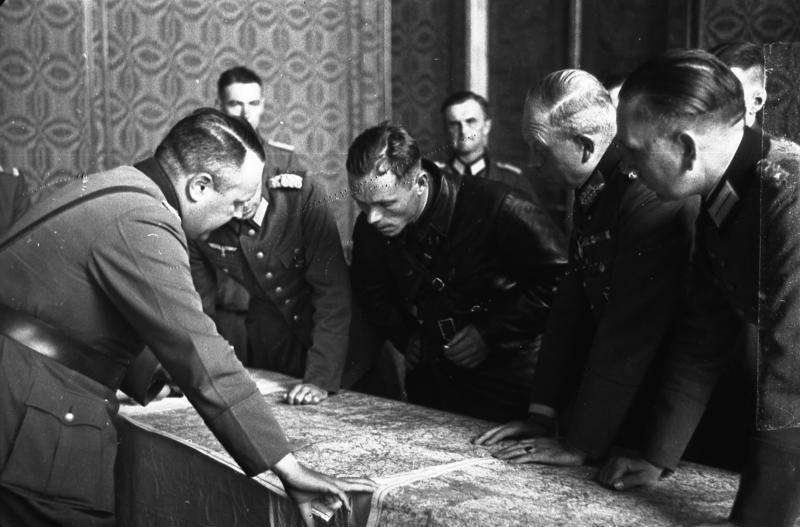
Rozmowy oficerów Wehrmachtu i Armii Czerwonej o wytyczeniu bieżącej linii rozgraniczenia wojsk na zaatakowanym terytorium Polski. Brześć, wrzesień 1939. Na pierwszym planie gen. Heinz Guderian (odwrócony z tylnego półprofilu).

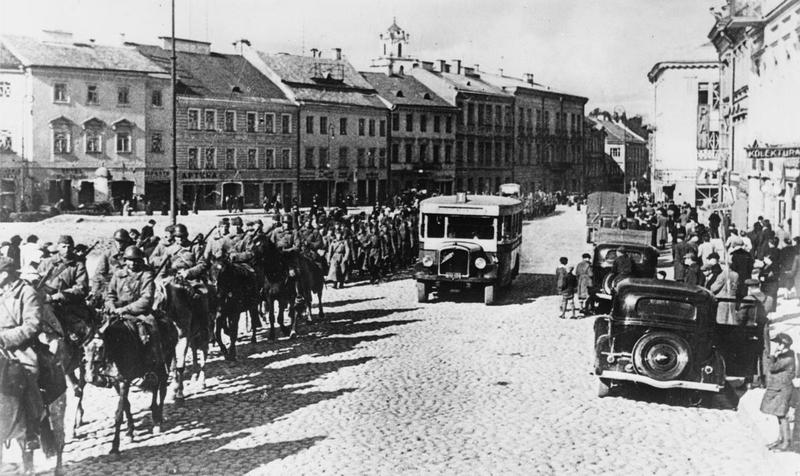
Wkroczenie Armii Czerwonej do Wilna 19 września 1939

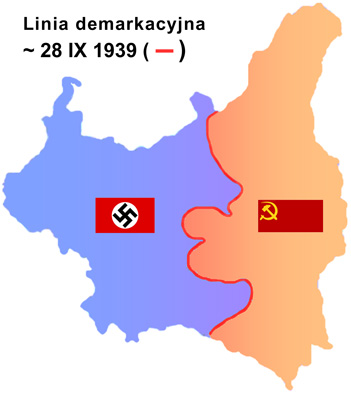
Linia spotkania Armii Czerwonej i Wehrmachtu

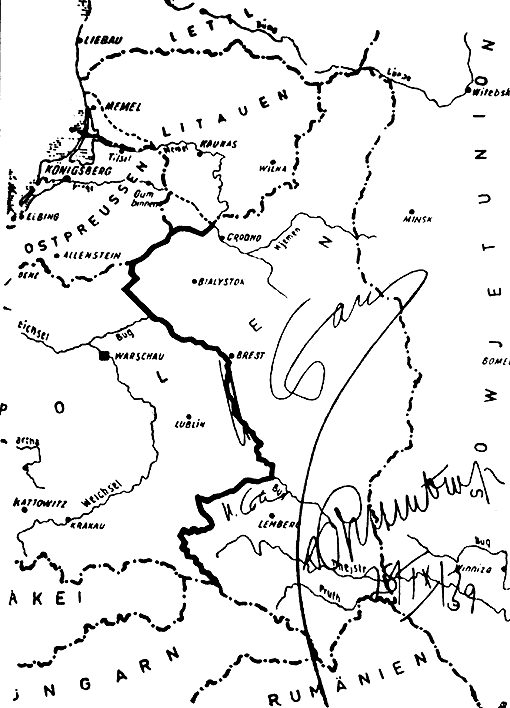
Mapa ostatecznego rozdzielenia Polski pomiędzy III Rzeszę a ZSRR z 28.09.1939 r. z wytyczoną linią graniczną. Podpisy za zgodność: Stalin, Ribentropp, data

Przygotowania do inwazji rozpoczęto pod koniec sierpnia 1939. Plan inwazji opracował szef Sztabu Generalnego Armii Czerwonej komandarm Borys Szaposznikow. 3 września Ludowy Komisarz Obrony Klimient Woroszyłow wydał dyrektywy oddziałom z Leningradzkiego, Kalininskiego, Białoruskiego, Kijowskiego, Moskiewskiego i Charkowskiego Okręgu Wojskowego nakazujące osiągnięcie gotowości bojowej, wstrzymujące zwolnienia do rezerwy i przerywające urlopy dowódców. 6 września rząd ZSRR zarządził mobilizację, a Woroszyłow nakazał rozpoczęcie wielkich ćwiczeń oddziałów ze zmobilizowanych 6 okręgów oraz Orłowskiego Okręgu Wojskowego, przewidziane Planem nr 22 „A”, będącego faktycznie planem działań przeciw Polsce.
8 września 1939 roku ludowy komisarz spraw wewnętrznych Ławrientij Beria wydał rozkaz, określający zadania specjalnych grup operacyjnych NKWD, które jako pierwsze miały wkroczyć na ziemie II Rzeczypospolitej. 9 września lub wcześniej został przygotowany projekt dyrektywy nr 16633 ludowego komisarza obrony Klimienta Woroszyłowa oraz szefa Sztabu Generalnego Armii Czerwonej Borysa Szaposznikowa do Rady Wojennej Białoruskiego Specjalnego Okręgu Wojskowego o rozpoczęciu w nocy 12/13 września 1939 roku ofensywy przeciwko Polsce. W związku z tym, 9 września po południu Wiaczesław Mołotow poinformował niemieckiego ambasadora Friedricha-Wernera von der Schulenburga o rozpoczęciu przez Związek Socjalistycznych Republik Radzieckich działań zbrojnych w najbliższych dniach. Radzieckie wojska jednak napotkały poważne problemy z koncentracją i rozwinięciem, wobec czego już następnego dnia Mołotow zawiadomił go, że podawany termin ataku jest już nieaktualny. Ostatecznie data wydania dyrektywy została odręcznie zmieniona na 14 września, a moment ataku z nocy 12/13 września na świt 17 września. Sporządzona została również w tym samym okresie datowana odręcznie na 14 września tajna dyrektywa Woroszyłowa i Szaposznikowa nr 16634 do rady wojennej Kijowskiego Specjalnego Okręgu Wojskowego o koncentracji 16 września i rozpoczęciu działań przeciwko Polsce 17 września. Mołotow przyznał, że strona radziecka została całkowicie zaskoczona szybkością ofensywy niemieckiej. Ujawnił w jaki sposób zamierza usprawiedliwić zajęcie wschodnich ziem II Rzeczypospolitej: rząd sowiecki zamierza dalsze postępy wojsk niemieckich przyjąć jako powód do oświadczenia, że Polska rozpadła się, w następstwie czego Związek Sowiecki zmuszony był przyjść z pomocą Ukraińcom i Białorusinom «zagrożonym przez Niemców». Te argumenty pozwolą uzasadnić interwencję Związku Sowieckiego, jednocześnie umożliwi to uniknięcie zarzutu, że Związek Sowiecki występuje jako agresor.
Do 11 września jednostki pierwszego rzutu uzupełniły stany etatowe i tego dnia Woroszyłow wydał rozkaz koncentracji wojsk na wyznaczonych rejonach przygranicznych Radom Wojennym Białoruskiego i Kijowskiego Specjalnego Okręgu Wojskowego (przekształconym w dowództwa Frontów), jednak część jednostek wyruszyła na te pozycje już 8 września. Z powodu problemów z koncentracją, pierwotny termin ataku został jednak przesunięty. Od 13 września prawie wszystkie wyznaczone oddziały Armii Czerwonej znalazły się na pozycjach wyjściowych. W braku znanych dokumentów, przypuszcza się, że ostateczną datę ataku na 17 września Stalin wyznaczył 10–11, a najpóźniej 14 września. Formułowane bywają przypuszczenia, że Stalin zdecydował się na uderzenie, gdy wywiad doniósł mu o podjętej 12 września na brytyjsko-francuskiej konferencji w Abbeville decyzji o zaniechaniu podjęcia działań ofensywnych. Brak jest jednak dowodów na taki związek przyczynowy, zwłaszcza że brak operacji ofensywnych w wielkiej skali został już uzgodniony przez dowódców wojskowych aliantów zachodnich 4 września, a w Abbeville zadeklarowano chęć pomocy i podtrzymywania frontu polskiego.
Obie dyrektywy nr 16633 i nr 16634 zostały przekazane 14 września dowódcom okręgów wojskowych, przekształconych w tym czasie we Front Białoruski i Front Ukraiński, po czym 15 i 16 września tworzono na ich podstawie rozkazy armijne. 15 września Beria wydał rozkaz precyzujący zadania powołanych 8 września grup operacyjnych NKWD. 15 września Sztab Frontu Białoruskiego Armii Czerwonej wydał rozkaz bojowy nr 01, podpisany przez dowódcę frontu komandarma Michaiła Kowalowa oraz członka Rady Wojennej Frontu Piotra Smokaczowa, który mówił o obowiązku pomocy Białorusinom, Ukraińcom oraz ludności polskiej:

1. Narody białoruski, ukraiński i polski krwawią w wojnie, wszczętej z Niemcami przez obszarniczo-kapitalistyczną klikę rządzącą Polską. Robotnicy i chłopi Białorusi, Ukrainy i Polski powstali do walki ze swymi odwiecznymi wrogami – obszarnikami i kapitalistami. Wojska niemieckie zadały ciężką klęskę głównym siłom armii polskiej.
2. Z nastaniem świtu 17 września armie Frontu Białoruskiego przechodzą do natarcia z zadaniem wsparcia powstańców robotników i chłopów Białorusi i Polski w zrzuceniu jarzma obszarników i kapitalistów i niedopuszczenia do zdobycia terytorium Zachodniej Białorusi przez Niemcy.

W odezwie odczytanej żołnierzom przygotowującym się do ataku na Polskę Kowalow napisał m.in.:

Nadszedł czas wyzwolenia bratnich narodów zachodniej Białorusi i zachodniej Ukrainy od ucisku polskich obszarników i kapitalistów. Już od 20 lat policyjny but piłsudczyków bezkarnie depcze rodzinne ziemie naszych braci Białorusinów i Ukraińców. Ziemie te nigdy nie należały do Polaków. Te rdzenne ziemie białoruskie i ukraińskie zagarnęli polscy generałowie i obszarnicy w te dni, gdy republika sowiecka, broniąc się przed licznymi siłami kontrrewolucji była jeszcze niedostatecznie silna. […] W zachodniej Białorusi i zachodniej Ukrainie wniósł się czerwony sztandar powstania. Zapłonęły dwory obszarnicze. Zaczęli miotać się generałowie. Skierowali oni karabiny maszynowe i działa przeciw powstańcom. Ale nic nie jest w stanie ugasić gniewu narodów zachodniej Białorusi i zachodniej Ukrainy. Poprzez huk dział słyszymy wezwanie narodu białoruskiego: – Na pomoc! Na pomoc, towarzysze! My nie mamy już sił, by znosić ucisk obszarników i generałów.

Wojska pierwszego rzutu uformowane były w dwa fronty, w skład których wchodziło 8 armii:
- Front Białoruski (1939) (dowódca komandarm Michaił Kowalow)
  - 3 Armia (dow. komkor Wasilij Kuzniecow)
  - 4 Armia (dow. komdyw Wasilij Czujkow)
  - 10 Armia (dow. komkor Iwan Zacharkin)
  - 11 Armia (dow. komkor Nikifor Miedwiediew)
- Front Ukraiński (1939) (dowódca komandarm Siemion Timoszenko)
  - 5 Armia (dow. komdyw Iwan Sowietnikow)
  - 6 Armia (dow. komkor Filipp Golikow)
  - 12 Armia (dow. komandarm Iwan Tiuleniew)
  - 13 Armia (dow. komdyw Filipp Parusinow; nie brała bezpośredniego udziału w działaniach bojowych)

Łącznie siły pierwszego rzutu obejmowały 21 dywizji piechoty, 13 dywizji kawalerii, 16 brygad pancernych i 2 brygady zmotoryzowane, w sumie 618 tys. żołnierzy, 4733 czołgów i 3298 samolotów. Jednostki te posiadały zatem m.in. prawie dwa razy więcej czołgów niż Wehrmacht w dniu 1 września 1939 i dwa razy tyle samolotów bojowych co Luftwaffe na froncie polskim.

## Przebieg działań wojennych

### Operacje jednostek Armii Czerwonej
Główne kierunki natarcia Frontu Białoruskiego objęły Wilno, Baranowicze – Wołkowysk – Grodno – Suwałki, Brześć nad Bugiem. Wilno, Grodno i Brześć zostały osiągnięte w dniach 20–22 września, Suwałki 24 września. Główne kierunki natarcia Frontu Ukraińskiego objęły Dubno – Łuck – Włodzimierz Wołyński – Chełm – Zamość – Lublin, Tarnopol – Lwów, Czortków – Stanisławów – Stryj – Sambor i Kołomyję. Pod Lwów jednostki sowieckie podeszły 19 września, Lublin osiągnęły 28 września. Jednostki Frontu Ukraińskiego dłużej brały udział w działaniach i zajmowały kolejne wyznaczone im obszary do początku października 1939. W awangardzie na kierunkach ataku Armii Czerwonej posuwały się na ogół jednostki pancerne. W pierwszej kolejności jednostki szybkie starały się dotrzeć do granic Rzeczypospolitej z Litwą, Węgrami i Rumunią, by uniemożliwić ewakuację jednostek Wojska Polskiego za granicę. Operacja została zaplanowana jako regularne działania wojenne z udziałem wojsk pancernych, lotnictwa (atakującego wojsko polskie z powietrza) i działań grup sabotażowo-dywersyjnych (Specnaz, OsNaz) przerzuconych lub zorganizowanych na terytorium Polski już w początku września 1939.
W dniach 18–19 września miała miejsce obrona Wilna przed nacierającymi wojskami sowieckimi. Z kolei w dniach 20–21 września trwały ciężkie walki o Grodno, gdzie na skutek zaciekłej obrony sowieckim czołgom nie udało się zdobyć miasta z marszu. Miasta broniły jedynie niewielkie oddziały garnizonu (większość w składzie 35 Dywizji Piechoty została kilka dni wcześniej przerzucona transportami kolejowymi dla obrony Lwowa przed Niemcami) i ochotnicy, w tym harcerze. Obrońcy butelkami z benzyną i ogniem działek przeciwpancernych zniszczyli kilkadziesiąt czołgów sowieckich. Agresor używał cywilów i jeńców jako żywych tarcz dla osłony natarcia czołgów.
Wkraczającym jednostkom Armii Czerwonej opór zbrojny stawiły związki taktyczne Korpusu Ochrony Pogranicza, Brygada Rezerwowa Kawalerii Wołkowysk i Samodzielna Grupa Operacyjna Polesie. W serii bitew na całym froncie, wojska polskie podjęły próbę opóźnienia marszu jednostek sowieckich. Przez trzy dni (17–20 września) trwała obrona przez KOP Rejonu Umocnionego Sarny. W nocnym boju pod Kodziowcami (21/22 września) 101 pułk ułanów odparł atak sowieckiego oddziału pancernego, niszcząc kilkanaście czołgów. W dniach 29–30 września jednostki KOP pod dowództwem gen. Wilhelma Orlika-Rückemanna rozbiły 52 Dywizję Strzelecką Armii Czerwonej w bitwie pod Szackiem. 1 października zmuszone były się rozproszyć po bitwie pod Wytycznem; niewielka część zdołała się przyłączyć do SGO Polesie. Przedzierająca się na zachód SGO „Polesie” gen. Franciszka Kleeberga 29–30 września stoczyła zwycięskie walki z oddziałami sowieckimi pod Jabłonią i Milanowem.
Walki żołnierza polskiego z Armią Czerwoną zostały upamiętnione na Grobie Nieznanego Żołnierza w Warszawie, napisem na jednej z tablic po 1990 roku – „OBRONA GRANICY WSCHODNIEJ RP 17 IX – 1 X 1939”.

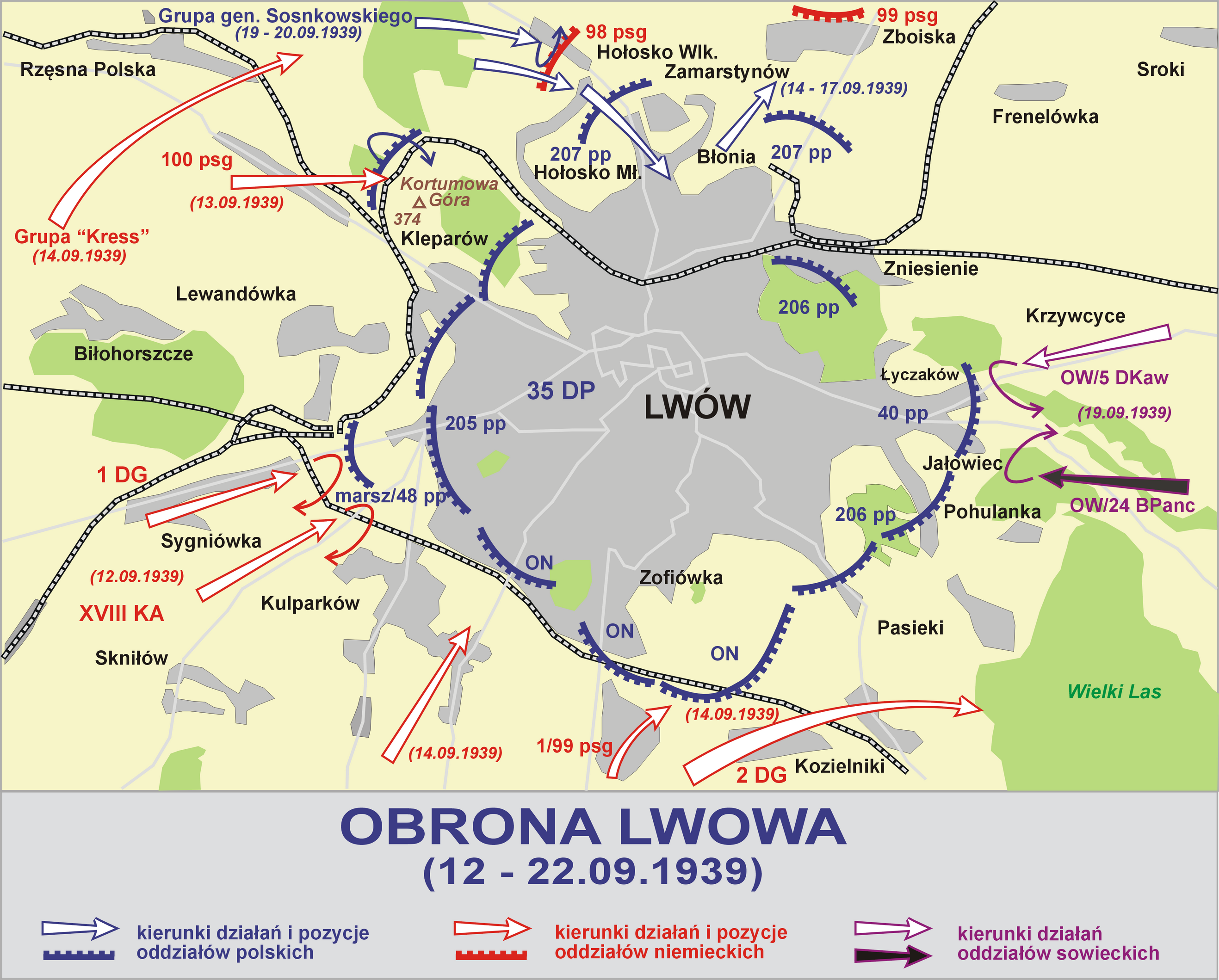

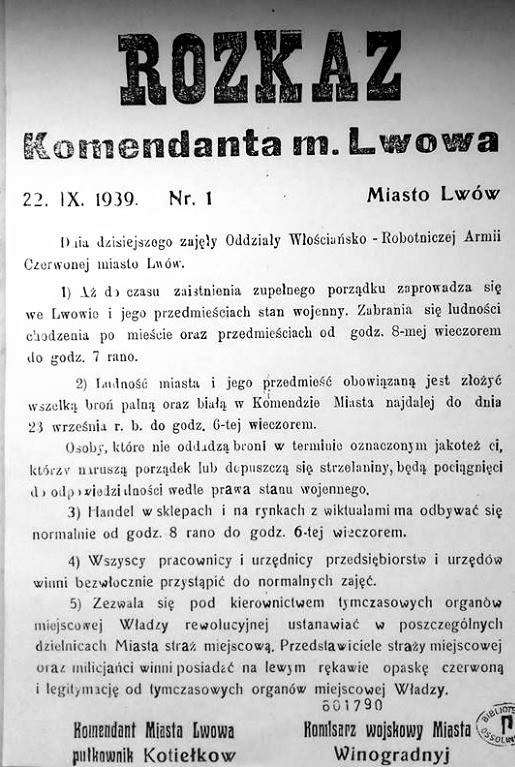
Pierwsze obwieszczenie sowieckich władz wojskowych po kapitulacji Lwowa przed Armią Czerwoną. Lwów 22 września 1939

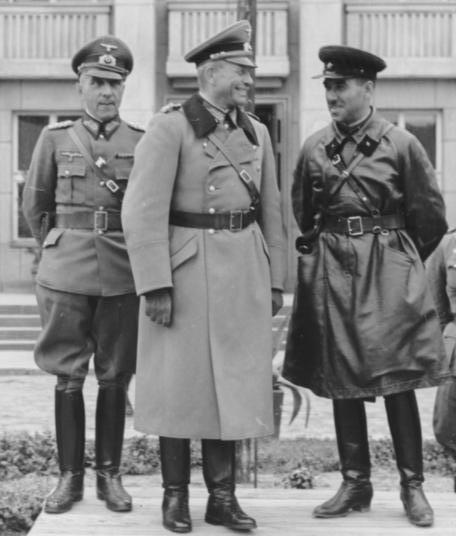
Generał Mauritz von Wiktorin, gen. Heinz Guderian i kombryg Siemion Kriwoszein odbierają wspólną defiladę Wehrmachtu i Armii Czerwonej w Brześciu

W konsekwencji agresji sowieckiej nastąpiło spotkanie wojsk Armii Czerwonej z Wehrmachtem na terenie zaatakowanej Polski, po czym z części zajętych uprzednio obszarów Rzeczypospolitej Wehrmacht wycofał się do ustalonej wcześniej linii demarkacyjnej (z 23 sierpnia 1939) i oddał zajęty obszar wojskom sowieckim (Białystok, Kobryń, Brześć, Borysław, Drohobycz). W spektakularny sposób miało to miejsce pod Lwowem 20 września, gdy Niemcy oblegający to miasto wycofali się, wcześniej proponując obrońcom kapitulację.
Sam Lwów z silnym i dobrze uzbrojonym garnizonem został po krótkim oporze w dniu 22 września poddany Armii Czerwonej przez gen. Langnera na honorowych warunkach, natychmiast przez władze sowieckie złamanych. Oficerom gwarantowano w układzie kapitulacyjnym swobodny przemarsz na Węgry i do Rumunii – zostali jednak na granicy linii oddziałów Armii Czerwonej aresztowani, wywiezieni do obozu w Starobielsku i zamordowani wiosną 1940 r. w Charkowie. (por. Obrona Lwowa 1939). Wśród ofiar katyńskich znajdowali się oficerowie wzięci do niewoli w całym pasie natarcia Armii Czerwonej.
Walkę z Sowietami kontynuowały oddziały partyzanckie, np. nad Biebrzą utrzymały się one do lata 1941 – do wybuchu wojny niemiecko-sowieckiej.

### Operacje jednostek NKWD i wywiadu Armii Czerwonej
Wraz z oddziałami Specjalnych Okręgów Wojskowych Białoruskiego i Kijowskiego polską granicę przekroczyły grupy operacyjno-czekistowskie utworzone zgodnie z rozkazem NKWD ZSRR z 8 września 1939. W ich skład weszli oficerowie operacyjnych centralnych i terenowych organów NKWD oraz operacyjno-polityczni funkcjonariusze wojsk pogranicznych, wsparci dwoma batalionami wojsk Białoruskiego i Kijowskiego Okręgu Pogranicznego. W celu koordynacji działań grup operacyjno-czekistowskich z dowództwem wojskowym, oddelegowano na Ukrainę zastępcę ludowego komisarza spraw wewnętrznych Wsiewołoda Mierkułowa, a na Białoruś Wiktora Boczkowa, szefa Oddziału Specjalnego NKWD ZSRR.
Do zadań grup operacyjnych GUGB NKWD i Razdwiedupru (Zarządu Wywiadu Armii Czerwonej) należało rozbicie struktur administracji Rzeczypospolitej Polskiej na okupowanym terytorium Polski i zorganizowanie w ich miejsce organów władzy sowieckiej w postaci zarządów tymczasowych. Grupy operacyjne NKWD opanowywały w pierwszej kolejności newralgiczne węzły infrastruktury Rzeczypospolitej Polskiej. Zajmowały budynki urzędów państwowych, banki, drukarnie, redakcje gazet, konfiskowały papiery wartościowe i archiwa. Dokonywały aresztowań i zatrzymań na podstawie przygotowanych uprzednio list proskrypcyjnych i bieżących donosów przedwojennej i pozyskanej agentury sowieckiej, wykrywały i ewidencjonowały współpracowników i funkcjonariuszy, żołnierzy polskich służb specjalnych, funkcjonariuszy polskiej administracji, działaczy partii, ugrupowań politycznych i społecznych.

## Zbrodnie wojenne
Od momentu uderzenia na Polskę Armia Czerwona dokonywała wielu zbrodni wojennych, mordując jeńców i masakrując ludność cywilną. Ocenia się, że ich ofiarą padło ok. 2,5 tys. żołnierzy polskich i policjantów oraz kilkuset cywilów. Jednocześnie dowódcy Armii Czerwonej wzywali ludność cywilną do mordów i przemocy, dowódca Frontu Ukraińskiego Armii Czerwonej Siemion Timoszenko w jednej z rozpowszechnianych publicznie odezw napisał: Bronią, kosami, widłami i siekierami bij swoich odwiecznych wrogów – polskich panów. Największe zbrodnie popełniono w Rohatynie, gdzie dokonano rzezi na żołnierzach polskich i ludności cywilnej, Grodnie, Nowogródku, Sarnach, i Tarnopolu oraz w Wołkowysku, Oszmianie, Świsłoczy, Mołodecznie i Kosowie Poleskim. W rejonie Sarn sowieci rozstrzelali całą wziętą do niewoli kompanię z Batalionu KOP „Sarny”, razem 280 żołnierzy i oficerów. Według niektórych relacji w Grodnie doszło do wiązania polskich jeńców i ciągnięcia ich czołgami po bruku. Do dramatycznych wydarzeń doszło także w Chodorowie, Złoczowie i Stryju. W pobliżu Wilna żołnierze Armii Czerwonej rozstrzeliwali wziętych do niewoli żołnierzy Wojska Polskiego. Mszcząc się za opór stawiany w Grodnie poddających się żołnierzy WP masowo rozstrzeliwano.
Nocą z 26 na 27 września Armia Czerwona wkroczyła do Niemirówka w Chełmskiem, gdzie przebywał oddział podchorążych. Zaskoczonych we śnie związano drutem i obrzucono granatami.
Przedstawiciele Armii Czerwonej łamali także postanowienia umów dotyczących złożenia broni, 22 września 1939 dowódca obrony Lwowa gen. Władysław Langner podpisał z dowództwem sowieckim kapitulację, przewidującą m.in. bezpieczny wymarsz żołnierzy Wojska Polskiego (w tym oficerów) i policji w kierunku granicy z Rumunią, po uprzednim złożeniu broni. Umowę tę strona sowiecka złamała aresztując wszystkich i wywożąc ich w głąb ZSRR. Oficerowie uczestniczący w obronie Lwowa byli przetrzymywani w obozie w Starobielsku, a następnie w przeważającej większości zostali zamordowani przez NKWD w Charkowie i pochowani w dołach śmierci w Piatichatkach. Lwowscy policjanci zostali wymordowani ogniem karabinów maszynowych na szosie prowadzącej na Winniki.
Żołnierze Armii Czerwonej z premedytacją zamordowali też pod Sopoćkiniami dowódcę Okręgu Korpusu Nr III w Grodnie gen. Józefa Olszynę-Wilczyńskiego oraz jego adiutanta. W tym ostatnim przypadku we współczesnej literaturze rosyjskiej (autorstwa głównie J. Muchina) podawane jest stwierdzenie, że generała Olszynę-Wilczyńskiego zabito w czasie ucieczki z bagażem samochodem osobowym po porzuceniu podległych mu walczących jeszcze oddziałów. Świadkami egzekucji generała i jego adiutanta strzałem w tył głowy była jego żona i kilkanaście towarzyszących jej osób. Faktycznie, jako dowódca okręgu korpusu generał Olszyna-Wilczyński pełnił jedynie funkcje administracyjne i nie dowodził jakimikolwiek oddziałami wojskowymi w czasie wojny.
W ślad za oddziałami Armii Czerwonej posuwały się wojska i oddziały specjalne NKWD, dokonujące natychmiast masowych aresztowań (lub egzekucji) elit lokalnych według przygotowanych uprzednio list proskrypcyjnych, przy pomocy lokalnej agentury komunistycznej i zorganizowanych bojówek (tzw. milicja ludowa).

## Zakończenie działań wojennych i skutki

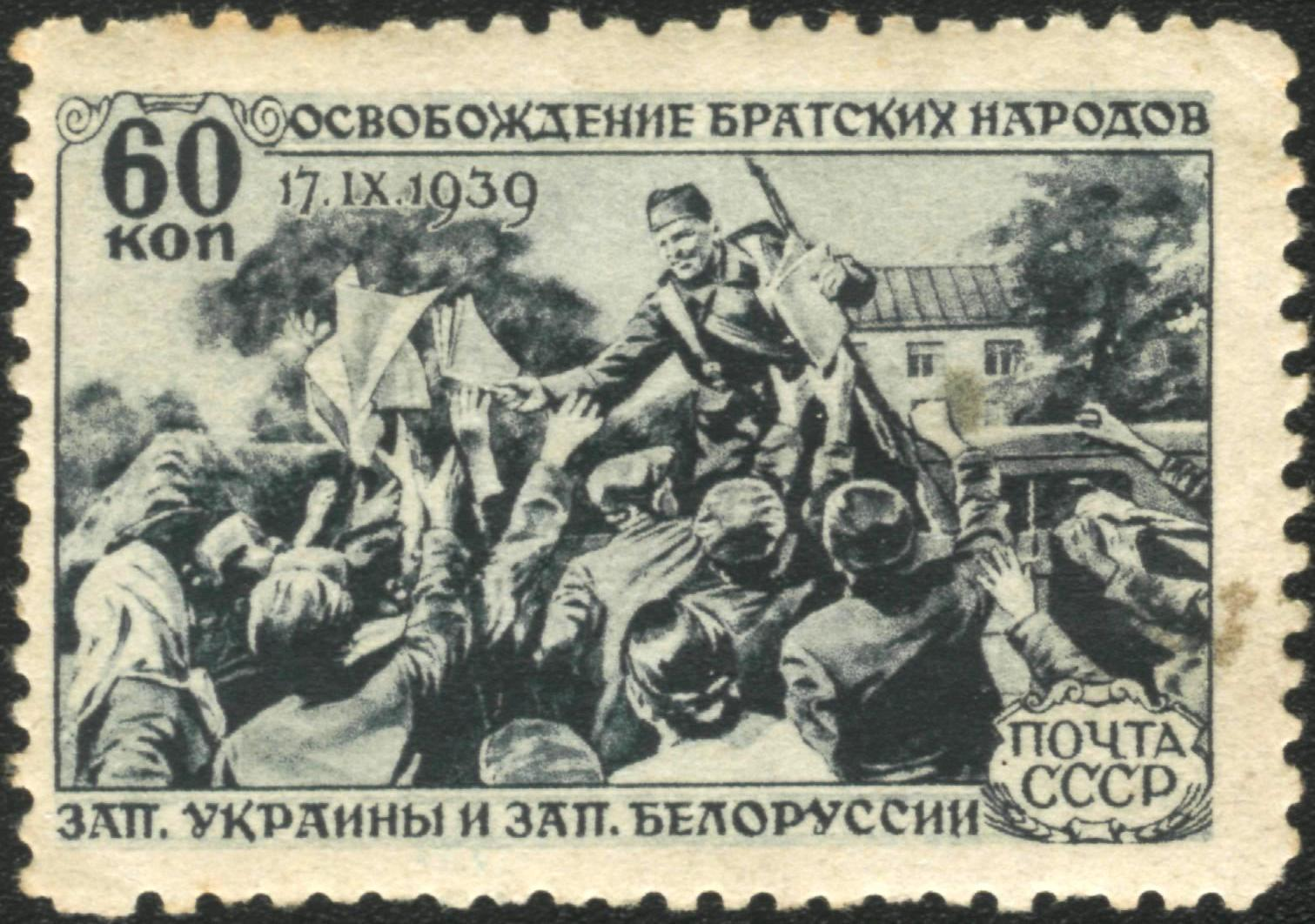
Znaczek Poczty ZSRR upamiętniający zajęcie wschodnich ziem II RP

22 września w Brześciu kombrig Siemion Kriwoszein i niemiecki generał Heinz Guderian odebrali wspólną defiladę oddziałów pancernych niemieckich i radzieckich (w związku z przekazaniem miasta Armii Czerwonej przez Wehrmacht). Wkrótce po tym 28 września ZSRR i III Rzesza podpisały tzw. Traktat o granicach i przyjaźni, zwany też drugim paktem Ribbentrop-Mołotow, przypieczętowujący podział Polski, korygujący wcześniejsze ustalenia nt. przebiegu granicy niemiecko-radzieckiej (patrz mapa z 28 września 1939 r.) oraz podziału stref wpływów w krajach bałtyckich. W tym ostatnim przypadku doprowadziło to niezwłocznie do wprowadzenia sowieckich baz wojskowych na terytorium tych państw z zachowaniem do czasu ich niezależności państwowej, a następnie w czerwcu 1940 r. do inwazji Armii Czerwonej na te kraje, ich formalnej aneksji przez ZSRR (sierpień 1940) i prześladowań ludności państw bałtyckich – m.in. po aneksji Litwy wysiedlono (w okresie czerwiec 1940 – czerwiec 1941) 25% ludności litewskiej – w oparciu o słynną ujawnioną później instrukcję deportacyjną Sierowa.
Armia Czerwona wzięła do niewoli 250 tysięcy żołnierzy, w tym około 18 tysięcy oficerów, ok. 7 tysięcy żołnierzy poległo lub zginęło po wzięciu do niewoli. W walkach zginęło około 3 tysięcy żołnierzy, ok. 10 tysięcy było rannych.
Dalszymi konsekwencjami agresji ZSRR na Polskę były masowe represje wobec Polaków i obywateli polskich przebywających na wschodnich terenach Rzeczypospolitej Polskiej, grabież polskiego majątku narodowego i dóbr prywatnych – w głąb ZSRR wywożono sprzęt produkcyjny i dokumentację z zakładów przemysłowych, lokomotywy, wagony, samochody oraz inwentarz żywy i martwy. Obrabowano polskie muzea, biblioteki oraz archiwa i prywatne zbiory dzieł sztuki. Mimo czterokrotnej różnicy w sile nabywczej rubla w stosunku do złotego polskiego (rubel miał specifyczne znaczenie jako waluta gospodarki niedoboru), obie waluty zostały we wrześniu 1939 zrównane przez władze sowieckie w kursie wymiany – co spowodowało natychmiastowe zniknięcie wszystkich towarów z rynku (przy masowym ich wykupywaniu przez żołnierzy sowieckich i ukrywaniu reszty przez sprzedawców wobec bezwartościowości sowieckiej waluty). Zablokowanie wszystkich kont bankowych i kas oszczędnościowych spowodowało gwałtowną pauperyzację ogromnych grup ludności, upadek instytucji dobroczynnych, kulturalnych i naukowych. 12 grudnia 1939 r. nastąpiło oficjalne wycofanie z obiegu złotego i zastąpienie go rublem przy likwidacji oszczędności bankowych i braku wymiany walut. W konsekwencji złote polskie były szmuglowane celem wymiany do Generalnego Gubernatorstwa, gdzie były wymieniane na młynarki. Zlikwidowano także wiele kościołów trzech głównych wyznań (w większości katolickich), które zamieniano na magazyny, składy, kina lub ośrodki radzieckiej Ligi Bezbożników – organizacji powstałej w 1925, która atakowała ateistyczną propagandą wiarę w Boga i uczucia religijne różnych grup wyznaniowych. Zastosowano także deportacje innych grup etnicznych i represje w stosunku do ukraińskich i białoruskich działaczy narodowych. Ocenia się, że w latach 1939–1945 doszło, według różnych źródeł, do przymusowego wywiezienia od 550 tysięcy do 1,5 miliona obywateli polskich w głąb ZSRR.
Armia Czerwona wymordowała ogniem z karabinów maszynowych nieuzbrojonych kadetów ze Szkoły Oficerów Policji w Mostach Wielkich po zgromadzeniu kadetów na placu apelowym i odebraniu raportu od komendanta szkoły.
18 grudnia 1939 rząd RP na uchodźstwie uznał, że zaistniał de facto stan wojny pomiędzy Rzecząpospolitą Polską a Związkiem Radzieckim.

## Recepcja
Aneksja zdobytych w 1939 terenów wschodniej Polski świętowana była w ZSRR i jest nadal w niepodległej Białorusi jako „Zjednoczenie zachodniej Białorusi z Białoruską SRR”. Oficjalna nazwa napaści na Polskę brzmiała: „Kampania wyzwoleńcza Armii Czerwonej”. W 2021 roku Alaksandr Łukaszenka oficjalnie ustanowił Dzień Jedności Narodowej, jako święto państwowe Białorusi upamiętniające to wydarzenie.
23 września 2009 Sejm Rzeczypospolitej Polskiej przyjął przez aklamację Uchwałę upamiętniającą agresję Związku Radzieckiego na Polskę 17 września 1939 r.

## Recepcja – karykatury sowieckie w pierwszą rocznicę agresji – wrzesień 1940

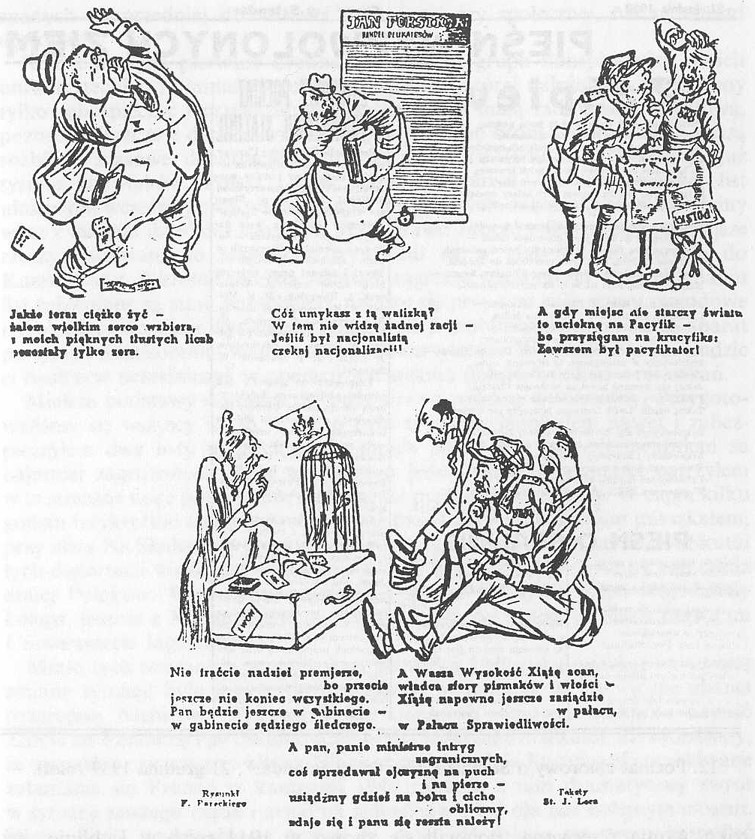
Karykatury sowieckie w pierwszą rocznicę agresji. Polskojęzyczny „Czerwony Sztandar” Lwów, wrzesień 1940

## Galeria – plakaty i ulotki sowieckie – wrzesień 1939

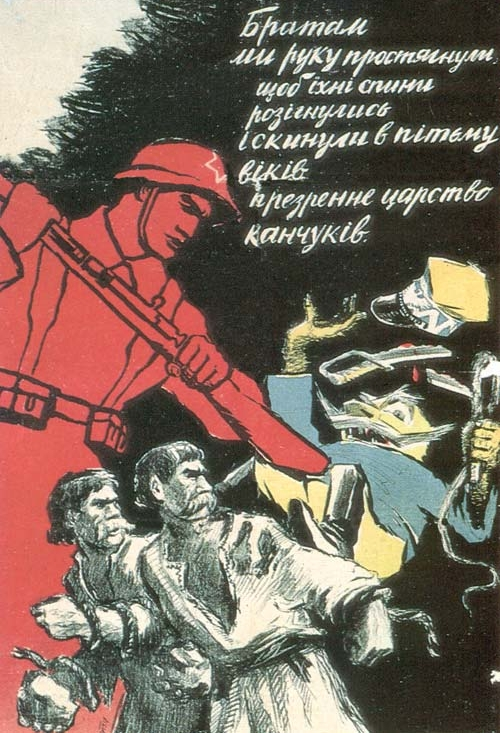
Sowiecki plakat propagandowy z września 1939 – Armia Czerwona wyzwala chłopów z pańskiego polskiego jarzma
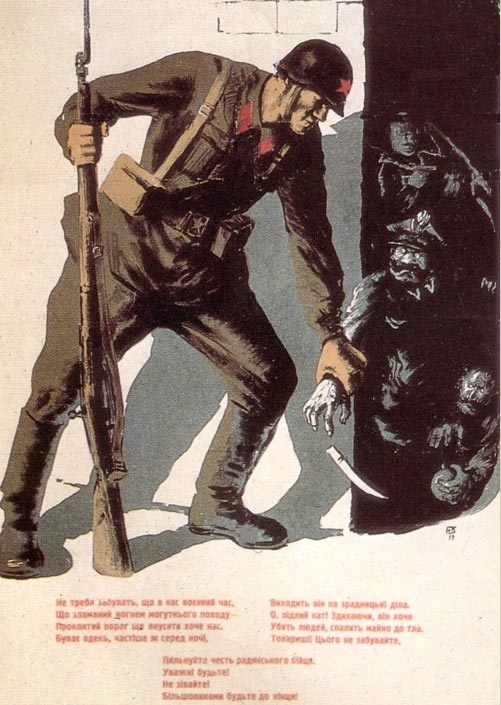
Sowiecki plakat antyszpiegowski – tu cień szpiega w polskim mundurze
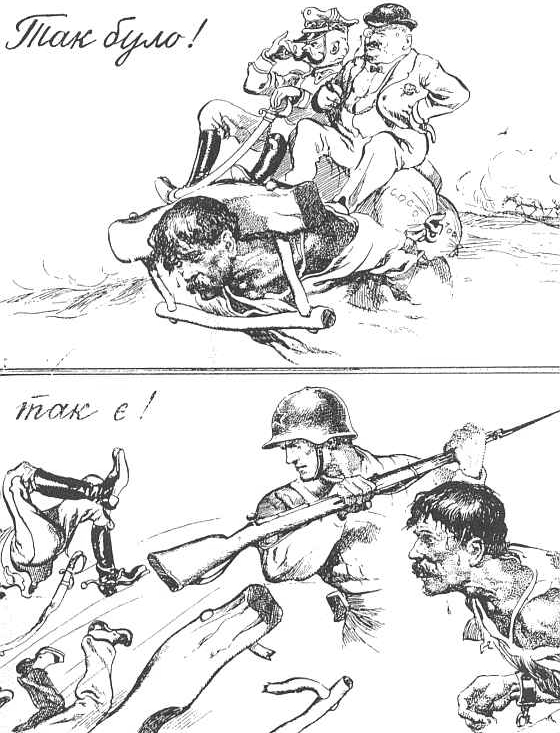
Sowiecki plakat propagandowy z jesieni 1939 – „Tak było – Tak Jest!”
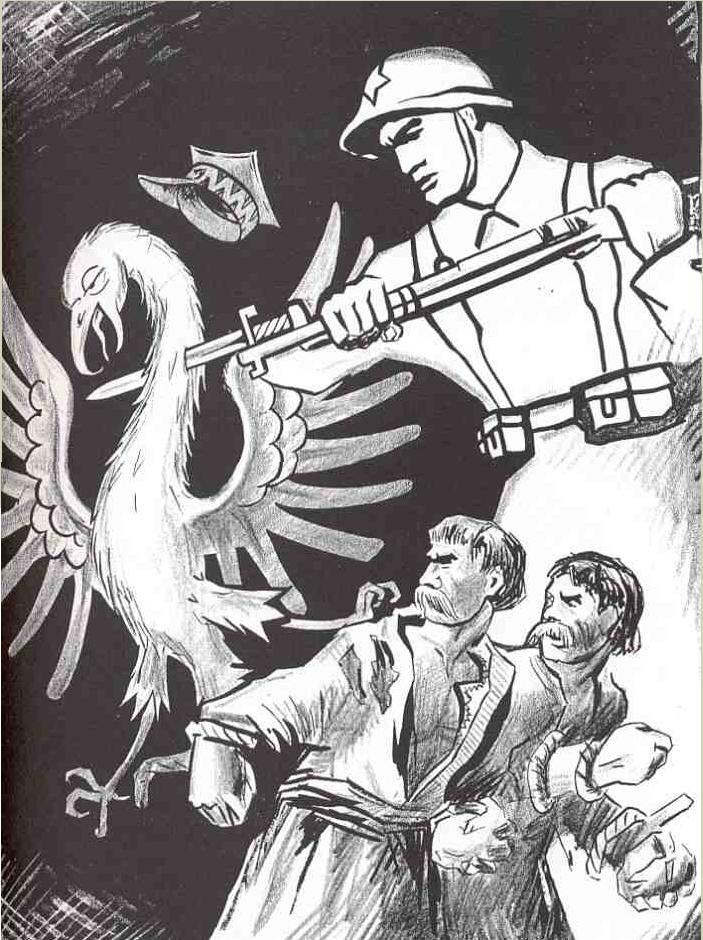
Sowiecki plakat propagandowy – żołnierz Armii Czerwonej zabija Białego Orła
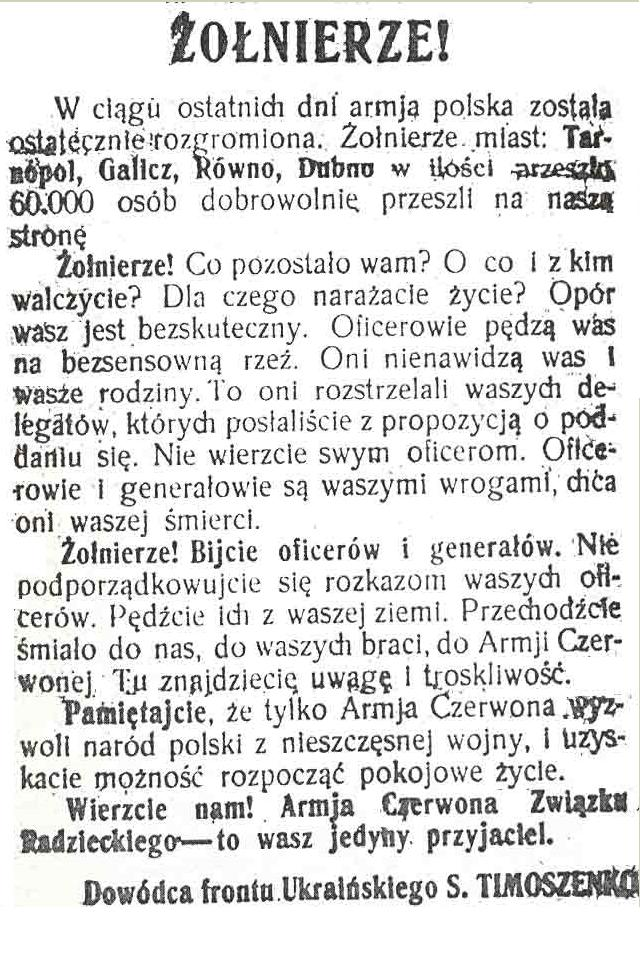
Sowiecka ulotka do żołnierzy polskich, 17 września 1939 – Dowódca Frontu Ukraińskiego Siemion Timoszenko
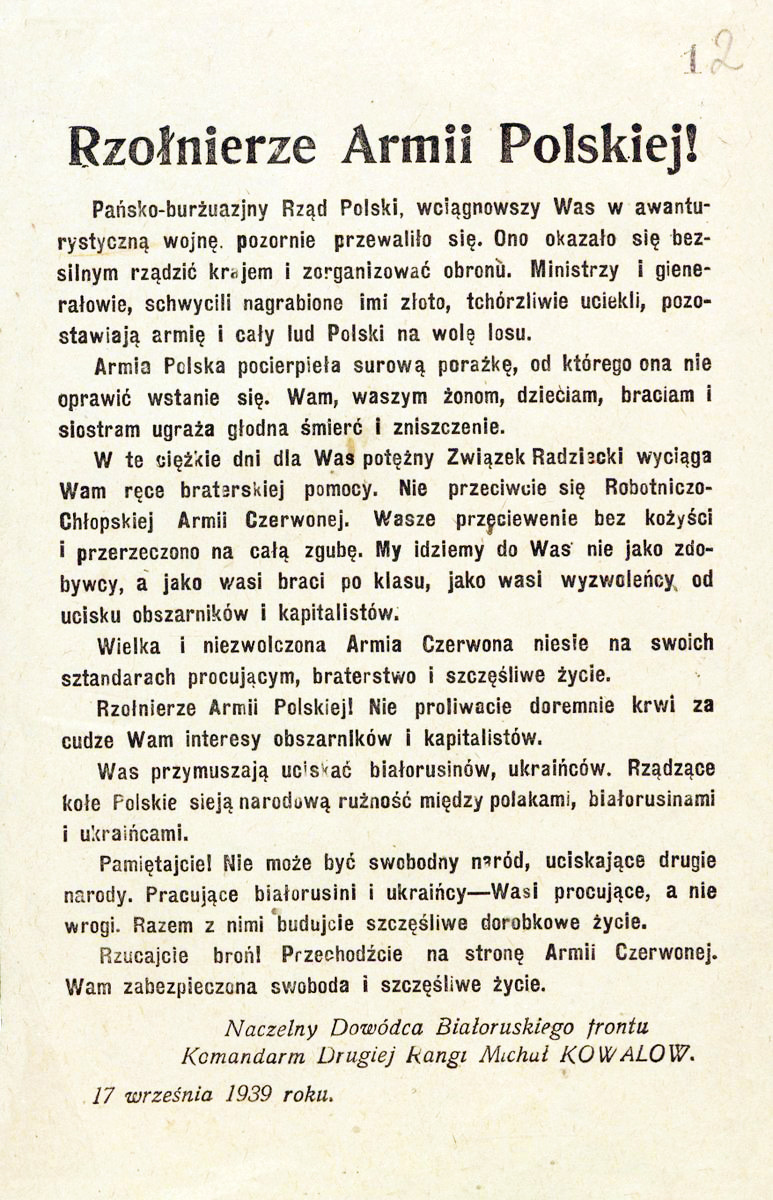
Sowiecka ulotka do żołnierzy polskich, 17 września 1939 – Dowódca Frontu Białoruskiego Michaił Kowalow
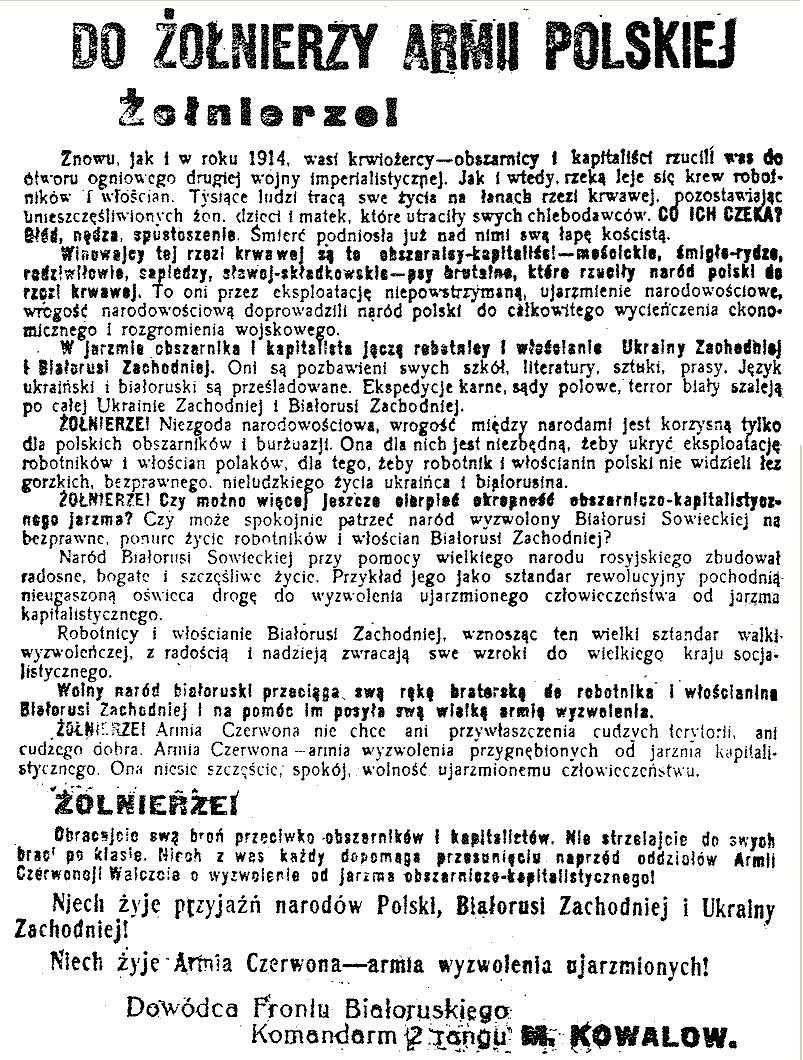
Sowiecka ulotka do żołnierzy polskich, 17 września 1939 – Dowódca Frontu Białoruskiego Michaił Kowalow

## Upamiętnienie
W rocznicę agresji ZSRR na Polskę, w 1988 rząd Rzeczypospolitej Polskiej na uchodźstwie (pierwszy rząd Edwarda Szczepanika) wydał oświadczenie w rocznicę najazdu wojsk sowieckich, a Rada Narodowa Rzeczypospolitej Polskiej VII kadencji wydała rezolucję w rocznicę napaści na Polskę przez Związek Sowiecki.
Walki żołnierza polskiego w obronie granicy wschodniej w II wojnie światowej zostały upamiętnione na Grobie Nieznanego Żołnierza w Warszawie napisem na jednej z tablic po 1990 r. „OBRONA GRANICY WSCHODNIEJ RP 17 IX – 1 X 1939”. Określenie „agresja ZSRR” lub „agresja sowiecka” jest powszechnie używane w polskiej historiografii, uzasadnił je np. Karol Karski w artykule „Agresja ZSRR na Polskę w 1939 roku. Aspekty prawnomiędzynarodowe”.